# 新德里猴人
新德里猴人（Monkey Man of New Delhi）是2001年出現在新德里的神秘傳說生物。《芒戈的自然远征》认为，新德里的猴人其实是豹一类的猫科动物，而猴人传说来自于梅加拉特邦的一种神秘动物。

## 事件始末
在2001年5月，印度首都新德里出現了像猴子般的怪異生物的目擊報告。最常見的說法是，牠是一隻半人半猴的「猴人」。
目擊者對猴人的描述為：戴著金屬頭盔，有著金屬爪子，發光的紅色眼睛，在牠的胸前有三個鈕扣，能透過在它的胸前的軟毛下隱蔽的主機板上噴水。這個生物覆蓋著密集的粗黑毛髮，身高約四英尺。牠可以毫不費力地跳躍至屋頂，用牠那雙修長又帶毒的利爪抓傷別人，而且神出鬼沒。
關於猴人在自然界方面的理論涉及範圍，有人說牠是「神明的具體化」，也有人說牠是野人(Bigfoot)。也有人說牠是遭到軍事單位遺棄的半機械人。
2001年5月曾傳出有一名孕婦和一名男子為了倉皇逃避猴人，在驚嚇狀態下不慎失足摔死。另外還有一人是因鄰人在睡夢中大喊猴人來了，而從屋頂跳下致死。
為了平息民間的澎湃情緒，警方公開懸賞五萬盧比（折合一千多美元），給任何提供情報而捕獲這隻「頑皮鬼」的人。
警察試圖捉住這個生物，而讓由畫家所繪的猴人印象圖畫發行。今天的許多人仍然相信這個「猴人」還會繼續在街道上出現。

## 事件
- 在5月13日，有15個人遭受了傷害，範圍從擦傷到咬傷和抓傷。
- 在5月15日，在鄰居呼喊他們看見了猴人以後，有孕婦從樓梯往下逃走時失足摔死。
- 四英尺高的印度教修行者，被錯認為猴人，遭憤怒民眾毆打。

## 裁決
從來沒有任何「猴子人」的照片或者被捕獲，傷者所受到的抓痕被認為可能是由貓、老鼠或者小猴子所產生。官方精神病學的報告提議傷者的傷口大多數是來自鈍器，受傷地點則在暗處，很可能起源於事故。
未受過教育的鄉村居民，高迷信的一個層次，和人口大部分在街道上睡覺的事實，並且在房頂上有真實猴子的出現，很有可能是集體癔病的一個例子。

## 謠言
警方在經過連夜搜尋後，迄今仍無法一窺「猴人」的廬山真面目。他們認為，這是居民在無聊的炎夏時刻，融合自己怪誕的想像力與豐富的幻想所創造出來的怪物。
東德里警局副局長拉爾說，這種謠言特別容易在窮人與文盲之間流傳開來。他說，這是來自於這些人內心深層的潛意識，是出自於對未知的恐懼，以神怪傳說作為包裝。
印度理性主義協會已將這種怪異現象定位在「大眾妄想症」，而且根據福爾摩斯的演繹推理法則，強調這個虛構的怪物根本沒有留下任何足跡。

## 外部連結
- 猴人傷人？ 印度人心惶惶 （页面存档备份，存于）